# 芒特普莱森特 (密西西比州)
芒特普莱森特是密西西比州马歇尔县东北部的一个人口普查指定地点和非建制地區，位于72号美国国道和311号州道沿线。